# Synstrophius blanci
Synstrophius blanci là một loài nhện trong họ Thomisidae.
Loài này thuộc chi Synstrophius. Synstrophius blanci được Cândido Firmino de Mello-Leitão miêu tả năm 1917.